# 2016年雅加達襲擊事件
位於印度尼西亞（印尼）雅加達中區基艾·哈吉·瓦希德·哈希姆路（Jalan Kyai Haji Wahid Hasyim）和M·H·譚林路交界處的莎麗娜百貨附近在2016年1月14日發生多宗爆炸案和槍擊案。其中一枚炸彈在一家星巴克咖啡店爆炸，另一枚則在莎麗娜百貨外的一個警崗爆炸。事發地點鄰近聯合國資訊中心、數家豪華酒店和數家外國駐印尼使領館（包括法國大使館）。聯合國環境署證實，一名荷蘭籍聯合國工作人員在襲擊中重傷。至當日12時，M·H·譚林路扎克拉瓦拉大廈（Gedung Cakrawala）4樓也發生警方與武裝份子對峙的局面。在這次襲擊中，至少有8人身亡，當中包括4名襲擊者和4位平民（3個印尼人和一個加拿大人），另外還有23人受傷。伊斯蘭國已經就這次襲擊承認責任。

## 背景
雖然印尼和中東的衝突相隔甚遠，不過該國在過去20年已經經歷過幾次由伊斯蘭教武裝份子發動，令數百人喪生的恐怖襲擊。
這是2009年雅加達酒店爆炸案以來雅加達遭到的第一次大規模襲擊事件。2009年的爆炸案由伊斯蘭祈禱團發動，引致7人和另外兩名襲擊者死亡。伊斯蘭祈禱團是一個與基地組織有聯繫的組織，尋求以伊斯蘭國的形式統一印尼、馬來西亞和菲律賓南部。自2002年峇里島爆炸案令超過200人喪生以來，印尼當局就開始加緊鎮壓恐怖主義。印尼的立法機構在2003年通過一份反恐怖主義條例。
印尼國家警察發言人表示，警方在2015年11月就已經接獲訊息，得知伊斯蘭國警告印尼將發生襲擊事件。總部位於雅加達的衝突政策分析研究院（Institute for Policy Analysis of Conflict）在2015年的報導中指出，和數以千計的外國戰士一起到敘利亞加入協助極端主義組織試圖在當地成立伊斯蘭國的行列的印尼人至少有50人。

## 襲擊

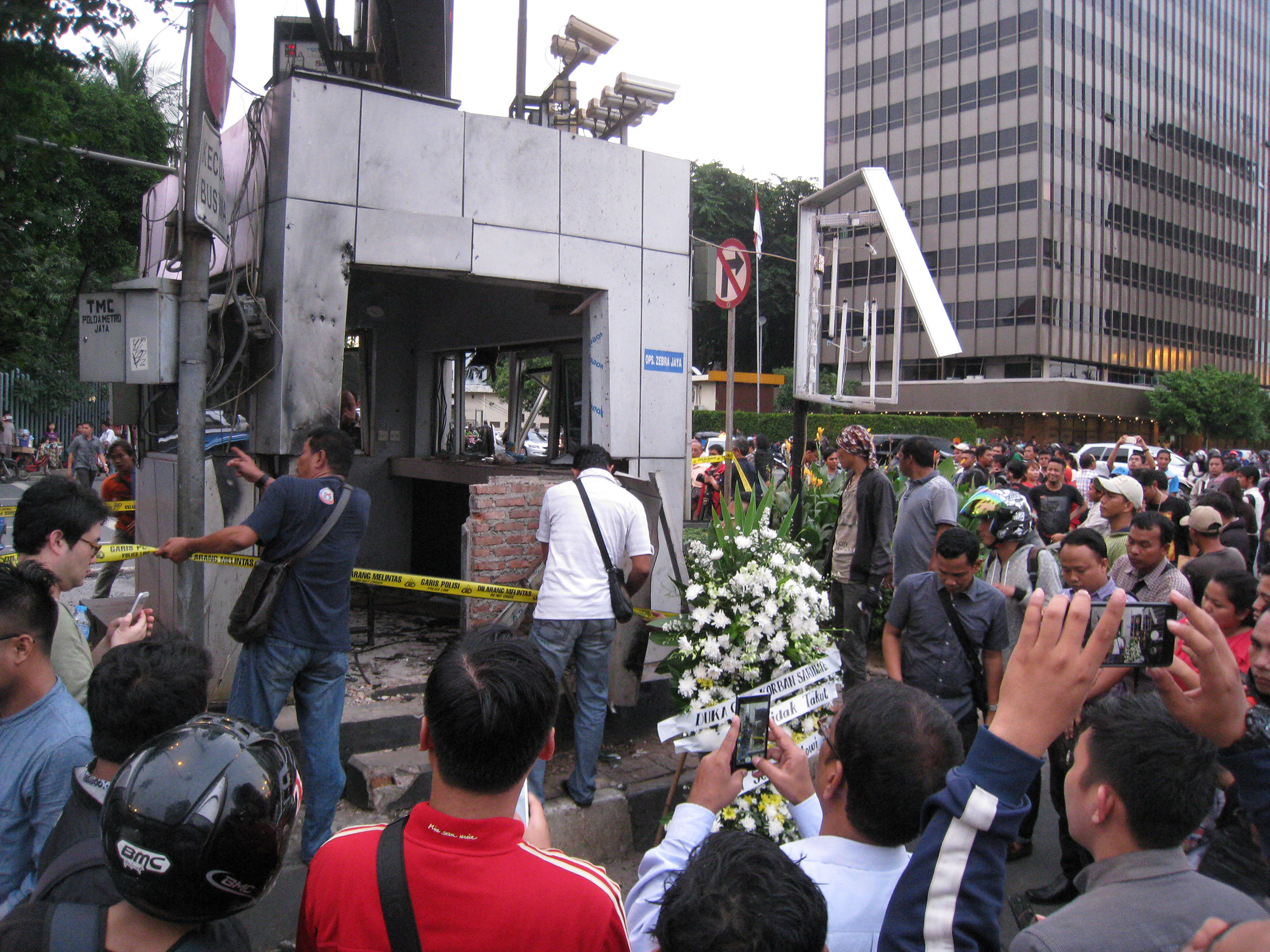
位於莎麗娜百貨前方，在自殺式炸彈襲擊中損毀的警崗

據報導，雅加達中區在2016年1月14日當地時間早上10時40分發生幾次爆炸，並在隨後發生槍擊案。事發地點是很多豪華酒店、辦公大樓和大使館的所在地。印尼國家警察發言人表示，這次襲擊涉及到配備手榴彈和槍械，為數不明的襲擊者。新聞傳媒統計雅加達合共發生了七次爆炸，死者多達6人，當中包括3名警員。報導也指出有10至14名襲擊者參與這次事件。
襲擊的目標是一個位於主要路口，鄰近星巴克咖啡店和漢堡王分店的交通警崗，炸彈爆炸令該警崗嚴重損毀。有傳聞指出芝基尼（Cikini）、斯利比（Slipi）和古寧安（Kuningan）村區土耳其和巴基斯坦大使館附近也有三起炸彈爆炸，不過雅加達警方既否認了這些傳聞，也否認西馬杜邦（Simatupang）和巴美拉（Palmerah）發生襲擊案，並表示這些事情都只是惡作劇。位於聯合國辦事處附近的莎麗娜百貨前方發生了一次爆炸。
事後發放的片段據稱顯示了兩個襲擊者在星巴克分店外一顆炸彈爆炸的時候擠作一團，然後被炸死的情形。
一組圖片顯示兩個槍手向在M·H·譚林路被炸彈炸毀的警崗周圍聚集的群眾開槍。第一個槍手似乎是向兩名警員開槍，之後群眾便退散。而第二個槍手則近距離射擊另一名警員。警方發言人表示第一個槍手在扎克拉瓦拉大廈停車場挾持兩名人質，卻在其後和另一個槍手雙雙被警方射殺。

## 襲擊者
雅加達警方表示，一個名為巴赫鲁姆·纳伊姆（Bahrun Naim），與伊斯蘭國有聯繫的印尼極端份子是這次襲擊的幕後主腦。被認為是中爪哇省北加浪岸人的纳伊姆在襲擊發生前的某個時候轉往敘利亞拉卡；印尼警方至少從2010年開始得知此人的身分。纳伊姆曾出面維護一個網誌，他在網誌中讚揚包括2015年11月巴黎襲擊事件在內的恐怖襲擊，並呼籲印尼人在印尼群島發動同類的襲擊。纳伊姆曾在2010年11月在位於梭羅市的寓所被當局以涉嫌與恐怖組織有聯繫為由逮捕，並於翌年6月以藏有武器的罪名被定罪，然而法庭卻由於證據不足而無法裁定其涉及恐怖主義的罪名成立。
警方能夠辨認出其中一名襲擊者，他叫做阿菲夫·蘇納金（Afif Sunakim），他在發動襲擊期間被發現攜帶槍械，背着帆布背包。他曾經因為在武裝份子訓練營受訓而被判監7年。
在自殺式炸彈襲擊中被炸死的兩名襲擊者已被確認為Dian Juni Kurniadi和Ahmad Muhazab Saron。在和警方駁火期間被擊斃的襲擊者是阿菲夫（又稱蘇納金、蘇納迪）和馬爾萬（又稱莫哈末阿里）。

## 傷亡
| 加拿大                                 | 1 |
| 印度尼西亞                             | 3 |
| 總計                                   | 4 |
| * 統計數字以初步數據為準，可能不完整。 |   |

這次襲擊事件的傷者總數共有20餘人，當中包括5名警員和一個從星巴克咖啡店逃脫的阿爾及利亞人。荷蘭大使館也證實一名荷蘭公民在襲擊中重傷，並已送往醫院留醫。
4名在襲擊中喪生的平民當中，其中3人在事發當日死亡，包括在事發期間到印尼探親的加拿大籍阿爾及利亞裔聽力醫師Taher Amer-Ouali（70歲）、因為違反交通規則而在警崗接受警方問話，被炸彈炸死的印尼人Rico Hermawan（20－21歲），以及起初因為姓名相似而被懷疑是襲擊者的印尼裔速遞員Sugito（43歲）。頭部中槍的印尼裔盤谷銀行分行保安員Rais Karna（37歲）則在事件發生兩天後死亡，成為這次襲擊的第4名平民死者。

## 各方反應

### 印尼國內

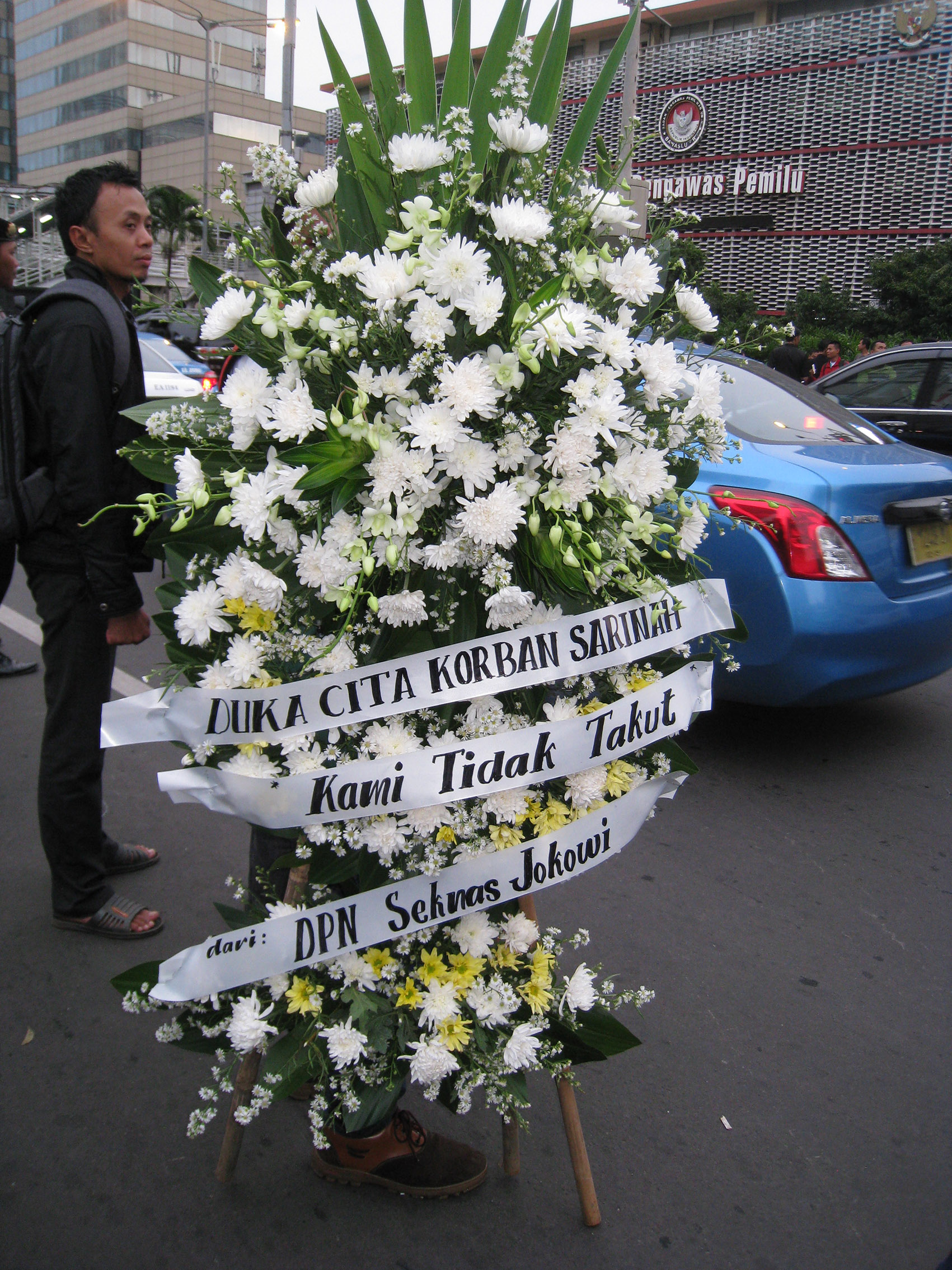
擺放在莎麗娜百貨前方，由佐科威全国秘书处（Seknas Jokowi）致送的花圈；花圈上寫着「向莎麗娜（恐襲）死難者致哀。我們不害怕。」

印尼總統佐科·維多多藉着電視轉播發表聲明，把這次襲擊稱為「恐怖行為」。在他的聲明中，佐科表示：「我们的国家和国民不應該害怕，我们不会被这些恐怖行为打败。我希望公众保持冷静。我們都為這次事件中的死者感到悲傷，不過我們也譴責這次行動破壞和平安全，並在民眾之間散播恐怖。」
雅加達和印尼各地居民都都在社交網站轉載他的聲明「我們不害怕」，並以主題標籤#kamitidaktakut標示這個話題。這個主題標籤得到Twitter用戶的廣泛使用，他們會藉着這個標籤向死難者致哀和蔑視這次襲擊。
星巴克也發表了一份新聞公告，譴責襲擊事件，並表示將關閉其所有位於雅加達的分店，「直至另行通知」。
印尼國家警察一名警員在事發後一天表示警方在調查14日在首都發生，為期4小時，引致7人死亡的襲擊事件的過程當中已拘留三人，事發兩天後，警方又拘捕了12個人，他們被指控涉嫌策劃針對印尼政府、警方和外國人命財產的襲擊，並與在襲擊中被射殺的攻擊者保持聯繫。

### 國際社會
跨國組織
- 欧洲联盟：歐盟委員會外交和安全政策高級代表費德麗卡·墨格里尼同情受害者的親友，並指出恐怖主義是要由世界各國解決的全球問題。墨格里尼也向印尼政府承諾會和印尼在捍衛和平和自由、多元觀念這方面與印尼緊密合作[37][38]。
- 联合国：联合国秘书长潘基文谴责襲擊事件，並重申這類恐怖行為「絕對沒有開脫的理由」[39]。

世界各國
- ：外長朱莉·畢曉普發表聲明，表示她已經和印尼外長雷特諾·馬爾蘇迪聯絡，並提出為印尼提供任何應對襲擊事件所需的支援。她也表示澳洲政府對這次襲擊加以譴責[40]。澳大利亞外交貿易部也勸喻澳洲人限制在當地的活動，並遵從當局的指示[41]。
- 白俄羅斯：外交部譴責襲擊事件[42]。
- ：蘇丹哈桑納爾·博爾基亞向印尼致哀，並譴責襲擊事件[43]。
- 加拿大：外長斯特凡·迪翁在襲擊發生後誓言要加倍努力打擊極端主義，並表示「加拿大會繼續和印尼站在一起，並在打擊極端主義者方面和印尼合作。我們會在這個艱難的時刻全力支持印尼。」總理賈斯汀·杜魯多也向印尼表示類似的支持[44]。
- 中國：外交部发言人洪磊在例行记者会上表示，对袭击肇事者予以强烈谴责[45]。
- 东帝汶：東帝汶政府譴責襲擊事件，並支持印尼與恐怖主義鬥爭的努力[46]。
- 印度：總理納倫德拉·莫迪譴責這次「應被譴責」的恐怖襲擊，並表示他的心在死難者親友的左右。他也祈求傷者盡快康復[47]。
- 日本：首相安倍晉三表示他「對襲擊事件感到愕然和憤怒，日本會和印尼站在一起，強烈譴責他們（恐怖份子），並絕不容忍這種行徑。」[48]
- 马来西亚：首相納吉·阿都拉薩在推文中表示他對此「感到極為震驚和悲傷」[49]。
- 荷蘭：外相伯特·孔德爾斯譴責這次襲擊，並提出向印尼提供援助[50]。
- 巴基斯坦：總理納瓦茲·謝里夫強烈譴責這宗爆炸案。他說：「巴基斯坦政府和人民在這個關鍵時刻與印尼同胞一起分擔苦痛」，又說：「恐怖主義是穆斯林國家的共同威脅，而打擊恐怖主義則是這些國家的共同責任。」[51]
- 菲律賓：菲律賓外交部強烈譴責襲擊事件，並表示會和印尼人民團結一致[52]。
- 沙烏地阿拉伯：外相阿德爾·朱拜爾譴責襲擊事件，並指出這次事件應該「令我們更有決心共同為打擊恐怖主義災難而作出有效的共同努力。」[53]。
- 斯里蘭卡：外交部強烈譴責恐怖襲擊[54]。
- 新加坡：總理李顯龍也在Facebook帖子中表示他「對雅加達炸彈襲擊事件的消息感到震驚。」[55]外交部一個發言人譴責這次襲擊，並表示該國支持印尼把肇事者繩之於法的行動[49]。
- 泰國：首相巴育·占奧差對雅加達襲擊事件感到哀傷，並向印尼致以哀思和支持[56]。
- 英国：外相夏文達譴責襲擊事件，稱之為「愚蠢的恐怖行為」，並呼籲在雅加達和印尼各地的所有英國國民「維持警惕，留意旅遊警示和當地傳媒報道，並遵從當地保安部門的指示。」[4]外交及聯邦事務部勸喻英國人遵從當局指示，避免前往事發地點，並限制自己的活動範圍[57]。
- 美国：美國大使館（英语：Embassy of the United States, Jakarta）勸告美國人遠離雅加達泛太平洋酒店和莎麗娜商場附近一帶地區[58]。
- 越南：越南外交部发言人黎海平谴责袭击事件，而越南驻印尼大使馆也与印尼官员合作，監察事態發展[59]。